# Amphioplus philohelminthius
Amphioplus philohelminthius is een slangster uit de familie Amphiuridae.
De wetenschappelijke naam van de soort werd in 1940 gepubliceerd door Fred C. Ziesenhenne.